# Tour de Suisse 1984
Die 48. Tour de Suisse fand vom 13. bis 22. Juni 1984 statt. Sie wurde in zehn Etappen und einem Prolog über eine Distanz von 1.626,5 Kilometern ausgetragen.
Gesamtsieger wurde der Schweizer Urs Zimmermann. Die Rundfahrt startete in Urdorf mit 109 Fahrern, von denen 77 Fahrer am letzten Tag in Zürich ins Ziel kamen.

## Etappen
| Etappe     | Tag      | Start – Ziel                | km    | Etappensieger       | Gesamtwertung     |
| ---------- | -------- | --------------------------- | ----- | ------------------- | ----------------- |
| Prolog     | 13. Juni | Urdorf (EZF)                | 4     | Eric Vanderaerden   | Eric Vanderaerden |
| 1. Etappe  | 14. Juni | Urdorf – Bülach             | 186,5 | Sean Kelly          | Eric Vanderaerden |
| 2. Etappe  | 15. Juni | Bülach – Cham               | 176,5 | Eric Vanderaerden   | Eric Vanderaerden |
| 3. Etappe  | 16. Juni | Cham – Altdorf              | 183   | Gerard Veldscholten | Theo de Rooij     |
| 4. Etappe  | 17. Juni | Bürglen – Klausenpass (BZF) | 22,5  | Beat Breu           | Beat Breu         |
| 5. Etappe  | 18. Juni | Bürglen – Lugano            | 174,5 | Marc Sergeant       | Beat Breu         |
| 6. Etappe  | 19. Juni | Lugano – Fiesch             | 230   | Jonathan Boyer      | Beat Breu         |
| 7. Etappe  | 20. Juni | Fiesch – Brügg              | 273,5 | Eric Vanderaerden   | Urs Zimmermann    |
| 8. Etappe  | 21. Juni | Brügg (EZF)                 | 19,5  | Bert Oosterbosch    | Urs Zimmermann    |
| 9. Etappe  | 21. Juni | Lyss – Baden                | 148   | Eddy Planckaert     | Urs Zimmermann    |
| 10. Etappe | 22. Juni | Baden – Zürich              | 208,5 | Walter Baumgartner  | Urs Zimmermann    |